# مارگارت یارد
مارگارت یارد (انگلیسی: Margaret Yarde؛  ‏۲ آوریل ۱۸۷۸ – ۱۱ مارس ۱۹۴۴) بازیگر اهل بریتانیا بود.
از فیلم‌هایی که وی در آن نقش داشته‌است، می‌توان به با احتیاط جابه‌جا کنید، پدر و پسر، نه و چهل و پنج دقیقه، دردسر در فروشگاه، لندن، تا سه نشه بازی نشه و نشانه چهار اشاره کرد.